# Lar Cooperativa Agroindustrial
A Lar Cooperativa Agroindustrial é uma associação cooperativista brasileira, ligada ao agronegócio, com sede no município paranaense de Medianeira. 
Com mais de 24 mil funcionários e 12 mil associados, é a terceira maior cooperativa do Paraná e no Brasil a maior cooperativa do agronegócio na geração de empregos 

## História
A Associação de Cooperativa Mista Agrícola Sipal Ltda. (Comasil) foi fundado por agricultores migrantes em 1964 em Gleba dos Bispos, atual Missal. Em 1970 foi transferida para o município de Medianeira. Em 1973 a denominação foi alterada para Cooperativa Agrícola Três Fronteiras - Cotrefal.
Em 2001, a Cotrefal passou a ser denominada Cooperativa Agroindustrial Lar, batizando seus produtos como Lar.
Em 2014, contava com cerca de dez mil associados, seis mil funcionários e um faturamento de três bilhões de reais.
Em 2015, mudou a denominação para Lar Cooperativa Agroindustrial e fechou o ano com 8.758 funcionários e um faturamento de 4,85 bilhões de reais, consolidando-se como a nona maior empresa do agronegócio da Região Sul e 42ª do Brasil.

## Cotriguaçu
A Lar é cofundadora e coproprietária da Cotriguaçu, uma  cooperativa de segundo grau que serve de apoio às maiores cooperativas da região Oeste do Paraná, que conta com terminal de contêineres refrigerados no Porto Seco de Cascavel, junto à Ferroeste, terminal de grãos e estrutura alfandegária no Porto de Paranaguá e um moinho de trigo no município de Palotina.